# Farfars klocka

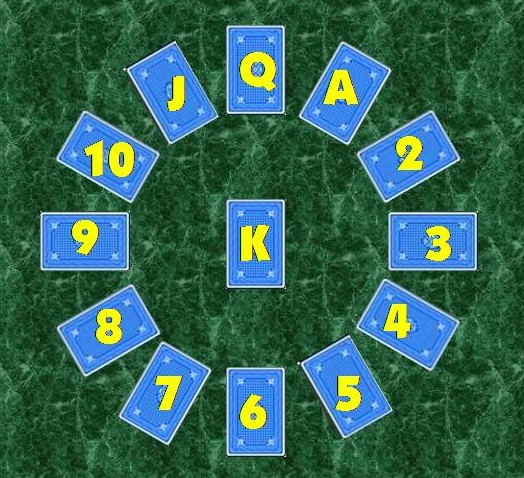
Skildring av patiensen.

Farfars klocka eller klockan är namnet på en patiens där spelkortens placering efterliknar en urtavla.

## Instruktioner
Lägg ut 12 spelkort i en ring där knekt representerar 11:an och dam 12:an på en urtavla samt ett trettonde (som representerar kung) mitt i ringen. Upprepa förfarandet tills korten tar slut. Varje gång ett kort hamnar på "rätt" plats som klockans slag, tar man upp de kort som redan ligger på platsen, och lägger dessa underst i talongen. Det "rätta" kortet får ligga kvar och då behöver man inte lägga kort på den platsen i fortsättningen. Om man får ut alla kort på rätt platser har patiensen gått ut. Spelet är över när tre kungar i mitten är synliga och den fjärde dyker upp i samband med att man lyfter ett från en annan hög.